# لقمان ديركي
لقمان ديركي، (1 يناير 1966 -) هو ممثل وكاتب سوري كردي.

## نشأته
ولد في بلدة عفرين شمال  سوريا من عائلة كردية في حي يعج بالأكراد والسريان والآشوريين والأرمن والعرب، ثم تابع نموه في مدينة حلب ، وكان من شعراء الملتقى الأدبي في جامعة حلب في الثمانينات، وخلال تلك الفترة كتب المقالات ونشر قصائده في الصحف والمجلات السورية والعربية، ثم انتقل إلى دمشق وعمل في المسرح والتلفزيون كممثل وكاتب ومخرج، وكان من مؤسسي أول جريدة مستقلة في سوريا بعد 1970 ( الدومري) والتي حصدت شعبية واسعة مع رسام الكاريكاتير علي فرزات عام 2001، كما قدم مسرحية (سمح في سوريا) في نفس العام، بدأ كتابة الزاوية اليومية في جريدة بلدنا الخاصة لخمس سنوات متتالية من 2006 حتى توقف في 2011، وفي السنوات الخمس نفسها أسس مشروعاً ثقافياً ناجحاً هو مشروع «ليلة بيت القصيد» الأسبوعية في قبو فندق فردوس تاور، وفي كل ليلة كان عدد الجمهور يتراوح بن ال 150 وال 300 شخصاً، جمهور بيت القصيد كان محظوظاً بالاستمتاع والتفاعل مع الشعر من كل أنحاء ولغات العالم بفضل الأسس التي وضعها لتقديم هذه الليلة، حيوية بيت القصيد دفع بحركة الترجمة فيه إلى آفاق غير متوقعة، كما دفعه لتقديم عدة ليالٍ مشابهة لبيت القصيد في النرويج لمرتين ولمرة واحدة في بلجيكا، كل هذا الوقت لم يتوقف عن كتابة الشعر إلى الآن، بعد أن نشر منذ العام 1994 حتى العام 2008 ستة كتب شعرية وكتاباً قصصياً واحداً. كما أنه يقدم برنامجاً لإذاعة سوريالي بعنوان (ألف سردة وسردة).

## أعماله الأدبية[5]
- ضيوف يثيرون الغبار- شعر- حلب 1994- دار الفكرة.
- كما لو أنك ميِّتة - شعر- دمشق 1998- وزارة الثقافة.
- وحوش العاطفة - شعر. دمشق 2000- دار كنعان.
- الأب الضال - شعر- دمشق 2003- دار ألف.
- شخوص الممالك الزائلة - شعر- دمشق 2006- دار نينوى.
- الأعمال الشعرية - الطبعة الثانية- دمشق 2006- دار نينوى.
- من سيرة الهر المنزلي - قصص- بيروت 2006- دار الريس.
- لا غبار عليكِ - شعر- دمشق 2008- دار ممدوح عدوان.

في نوفمبر 2012 غادر سوريا مع عائلته إلى كردستان العراق. ومن ثم إلى ميرسين بتركيا في 2013 وهو الآن يقيم في فرنسا.